# Spürtrupp
Ein Spürtrupp ist ein Begriff im ABC-Schutz. Unabhängig von der Organisation, die den Strahlenschutz wahrnimmt, hat der Spürtrupp die Aufgabe einen örtlich nicht bekannten radioaktiven Stoff aufzufinden.
Normal besteht ein Spürtrupp aus einem Spürer, der mit einem Dosisleistungsmessgerät ausgerüstet ist, und einem Markierer, der mit Tafeln und Markierstiften ausgerüstet ist. Der dritte Mann ist der Spürtruppkommandant, der die ganze Aktion überwacht und die Verbindung nach außen (eventuell mit Sprechfunk) aufrechterhält.
Alle Mitglieder des Trupps sind außerdem mit Dosimetern ausgerüstet.
Je nachdem ob mit einem umschlossenen Strahler oder mit einem offenen Strahler zu rechnen ist, ist die Ausrüstung mit Atemschutz und Körperschutz auszuwählen. Ist die Art nicht bekannt, so ist mit der größten Gefahr, also mit einem offenen Strahler zu rechnen.
Der Spürtrupp kann aber auch die Aufgabe haben, eine Linie von gleicher Dosisleistung zu messen und zu kennzeichnen.
Werden vorher befohlene Warnschwellen bei der Dosisleistung oder bei der aufgenommenen Dosis erreicht, so muss der komplette Trupp den gefährdeten Bereich wieder verlassen.
Spürtrupps gibt es bei Polizei, Rettungsdiensten, Militär, Feuerwehr sowie im Katastrophenschutz.
In Österreich gibt es Spürtrupps auch bei Bundesgendarmerie oder den Bezirkshauptmannschaften.

## Spürtrupp-Gerätewagen

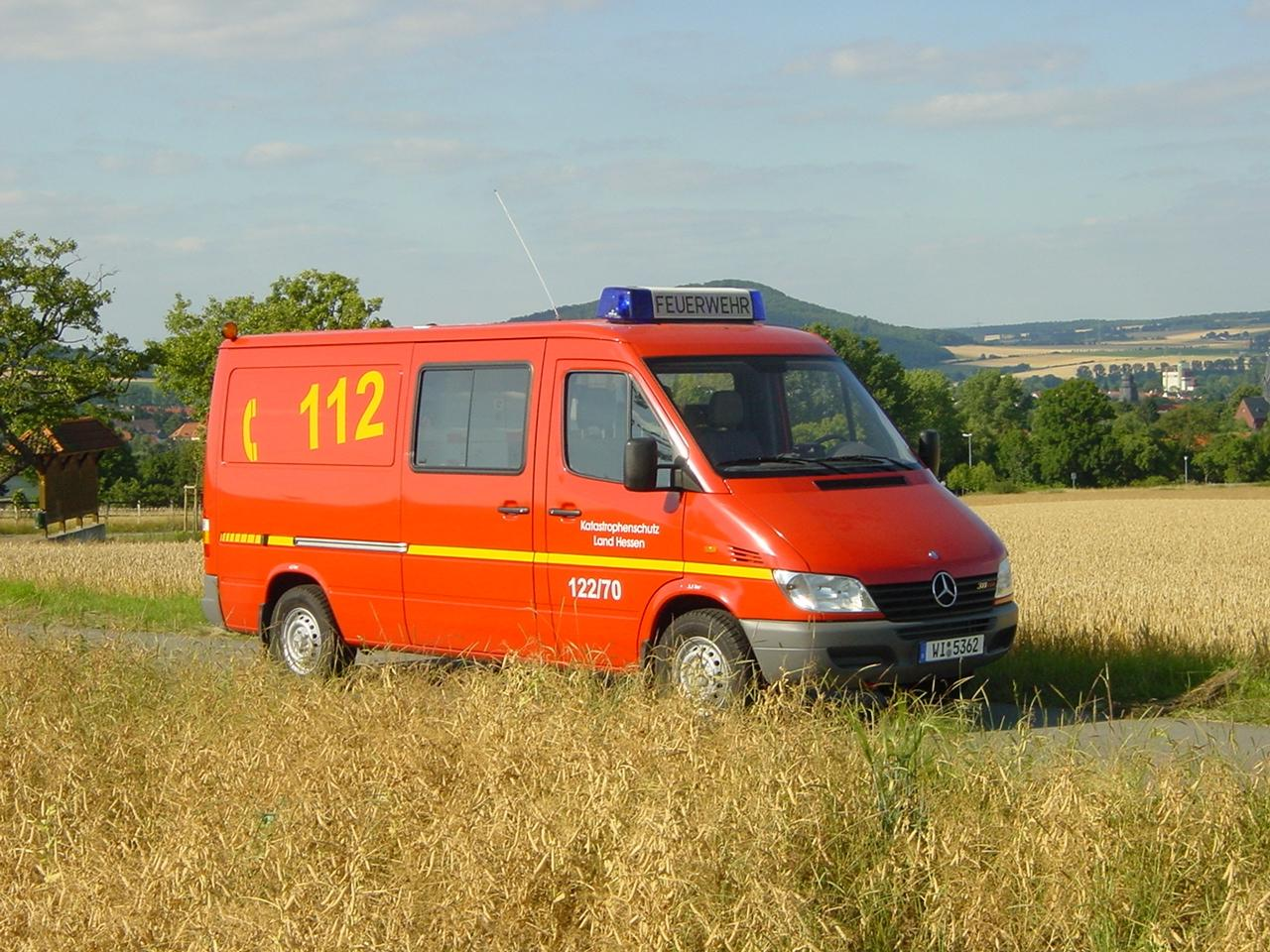
Strahlenspürtruppfahrzeug

Im Katastrophenschutz in Deutschland werden für den Spürtrupp Strahlenspürtruppfahrzeuge verwendet, die eine Entwicklung des Bundeslandes Hessen für Einsätze im Strahlenschutz und insbesondere im Zusammenhang mit dem AKW Biblis sind. Diese Fahrzeuge sind in jedem Landkreis in Hessen stationiert und werden durch die GABC-Messgruppen der Landkreise besetzt. Hauptaufgabe ist die Überwachung der Umgebung nach einem Störfall auf radioaktive Kontamination sowie der Strahlenschutz. Zwar verfügen diese Gerätewagen landesseitig nur über Ausrüstung für den Strahlenschutzeinsatz, jedoch wird diese meist durch die GABC-Messgruppen um weitere Messgeräte und Ausrüstung für den Gefahrguteinsatz ergänzt.